# Frutitel
Frutitel är en titel som kan användas i både tal och skrift där hustrun får en feminin version av sin makes titel och rang. Fenomenet har sitt ursprung i att ”hustrun följer mannens stånd och villkor”. Frutitlar var förr vanligt i både Sverige och Finland, men försvann nästan helt och hållet i användning under senare delen av 1900-talet. Frutitlar var vanligare på landsbygden än i Stockholm i Sverige. Till exempel kunde titlar som majorska förekomma i garnisonstäder där militären spelade en viktig roll, medan i huvudstaden titulerades makan till en major helt enkelt som fru. Kvinnor som själva innehar ett ämbete tituleras aldrig med en frutitel (exempelvis kallas en kvinnlig läkare doktor och inte doktorinna). Adliga titlar som friherrinna och grevinna kan användas för makan till en friherre respektive greve, men även för kvinnor som innehar titeln suo jure. 

## Lista över svenska frutitlar
| Titel              | Maka till en     | Anmärkning                                               |
| ------------------ | ---------------- | -------------------------------------------------------- |
| Amiralinna         | Amiral           |                                                          |
| Assessorska        | Assessor         |                                                          |
| Biskopinna         | Biskop           |                                                          |
| Borgmästarinna     | Borgmästare      |                                                          |
| Doktorinna         | Doktor           | Endast för läkare och tandläkare, ej akademiska doktorer |
| Domprostinna       | Domprost         |                                                          |
| Generalska         | General          |                                                          |
| Generalkonsulinna  | Generalkonsul    |                                                          |
| Hovrättsrådinna    | Hovrättsråd      |                                                          |
| Justitierådinna    | Justitieråd      |                                                          |
| Kammarrådinna      | Kammarråd        |                                                          |
| Kammarrättsrådinna | Kammarrättsråd   |                                                          |
| Kanslirådinna      | Kansliråd        |                                                          |
| Kommerserådinna    | Kommerseråd      |                                                          |
| Konsulinna         | Konsul           |                                                          |
| Landshövdingska    | Landshövding     |                                                          |
| Landssekretererska | Landssekreterare | Endast på en del platser                                 |
| Lektorska          | Lektor           |                                                          |
| Majorska           | Major            |                                                          |
| Pastorska          | Pastor           |                                                          |
| Presidentska       | President        |                                                          |
| Professorska       | Professor        |                                                          |
| Prostinna          | Prost            |                                                          |
| Regeringsrådinna   | Regeringsråd     |                                                          |
| Rektorska          | Rektor           |                                                          |
| Ärkebiskopinna     | Ärkebiskop       |                                                          |
| Överstinna         | Överste          |                                                          |